# Aymen Mathlouthi
Aymen Mathlouthi (Túnez, Túnez, 14 de septiembre de 1984) es un exfutbolista tunecino que jugo como guardameta en el Étoile du Sahel.

## Trayectoria

### Selección nacional
A pesar de llegar a la Copa Mundial de Fútbol de 2018 como el tercer arquero de la selección de Túnez, fue titular en el tercer partido ante la lesión de los dos porteros titulares. La victoria por 2 a 1 sobre Panamá en dicho encuentro fue el segundo triunfo de los tunecinos en la historia de los mundiales, después de la victoria por 3 a 1 sobre México en 1978.

## Estadísticas

### Participaciones con la selección
| Copa                                    | Sede                      | Resultado        |
| --------------------------------------- | ------------------------- | ---------------- |
| Copa Africana de Naciones de 2008       | Ghana                     | Cuartos de final |
| Copa Africana de Naciones de 2010       | Angola                    | Primera ronda    |
| Campeonato Africano de Naciones de 2011 | Sudán                     | Campeón          |
| Copa Africana de Naciones de 2012       | Gabón y Guinea Ecuatorial | Cuartos de final |
| Copa Africana de Naciones de 2013       | Sudáfrica                 | Primera ronda    |
| Copa Mundial de Fútbol de 2018          | Rusia                     | Primera fase     |
| Copa Mundial de Fútbol de 2022          | Catar                     | Primera fase     |

## Clubes
| Club            | País           | Año       |
| --------------- | -------------- | --------- |
| Club Africain   | Túnez          | 2001-2003 |
| Étoile du Sahel | Túnez          | 2003-2018 |
| Al-Batin F. C.  | Arabia Saudita | 2018-2020 |
| Étoile du Sahel | Túnez          | 2020-     |

## Palmarés

### Títulos internacionales
| Título                          | Club (*) | País  | Año  |
| ------------------------------- | -------- | ----- | ---- |
| Campeonato Africano de Naciones | Túnez    | Sudán | 2011 |

(*) Incluyendo la selección.